# Прешов
 Тази статия е за града в Словакия.  За окръга вижте Прешов (окръг).  За града в Сърбия вижте Прешево.
Прѐшов (на словашки: Prešov) е град в източна Словакия, административен център на Прешовски край и окръг Прешов. С приблизително 84 000 (2021) жители той е трети по население в страната след столицата Братислава и Кошице.

## Имена
Историческите имена на Прешов са Еперис (Eperies) и Прешау (Preschau) на немски, Епериеш (Eperies) на унгарски, Фрагополис (Fragopolis) на латински, Прешов (Preszów) на полски, Периешис (Peryeshis) на цигански, Пряшів на русински и украински.

## История
Преди Втората световна война Прешов е с еврейска общност от 4300 души и голям еврейски музей. Паметни плочи в Градския съвет и мемориал в оцелялата синагога отбелязват, че 6400 евреи са депортирани от града от правителството на Йозеф Тисо по време на Първата словашка република до концентрационните лагери на Нацистка Германия.

## Население
Прешов има население от 83 897 души към 31 декември 2021 г. Съгласно преброяване от 2001 г. 93,7% от жителите са словаци, 1,4% – цигани, 1,2% – русини, 1,1% – украинци, 0,8% – чехи, и 0,2% – унгарци. По вероизповедание 66,8% са римокатолици, 8,9% – гръкокатолици, 4,8 – лутерани, а 13,6% не са религиозни.

## Икономика
Основни промишлени сектори в Прешов са машиностроенето, електротехническата и текстилната промишленост. В гарада се намира и единственият производител на готварска сол в Словакия.

## Култура
В града са представени архитектурните стилове барок, рококо и готика. Главната улица в историческия център е обградена с църкви и други сгради, построени в тези стилове. В новите квартали обаче чрез масивните панелни жилищни блокове е очевидно влиянието на съветския модел за бързо, евтино и масово строителство от епохата на социализма.
В новия Театър „Йонаш Заборски“ се поставят множество концерти, опери, оперети и драматични пиеси.
Прешов е седалище на гръкокатолически митрополит.

## Известни личности
Родени в Прешов
- Петер Над (р. 1959 г.), словашки певец, автор на песни и музикант